# نوت راکنی
نوت کنث راکنی (انگلیسی: Knute Kenneth Rockne؛ ‏ ‎/(kə)ˈnuːt ˈrɒkni/‎؛ زاده ۴ مارس ۱۸۸۸ درگذشته ۳۱ مارس ۱۹۳۱) بازیکن و مربی فوتبال آمریکایی بود که در دانشگاه نوتردام فعالیت می‌کرد. او به عنوان یکی از بزرگترین مربیان تاریخ فوتبال کالجی شناخته می‌شود. در زندگی‌نامه او «تالار مشاهیرِ فوتبال دانشگاهی» از او با عنوان «بی‌شک سرشناس‌ترین مربی فوتبال آمریکایی» نام برده شده است. او یک آمریکایی-نروژی و فارغ‌التحصیل رشتهٔ شیمی از دانشگاه نوتردام بود.